# Маурисио Молина
Маурисио Алехандро Молина Урибе (Медељин, 30. април 1980) је бивши колумбијски фудбалер.

## Каријера
Молина је започео каријеру у колумбијском Енвигаду са 16 година. Убрзо је заиграо за први тим и прешао у Индепендијенте из Боготе. Након тешке повреде вратио се на терен 2002. године у дресу Индепендијентеа из Медељина, са којим је освојио прву клупску титулу првака Колумбије после 45 година, а трећу укупно. 2003. године је са истим тимом играо полуфинале Копа Либертадорес. Након Индепендијентеа из Медељина је прешао у Морелију из Мексика где је остао до 2004. Затим је отишао у Уједињене Арапске Емирате где је провео једну полусезону у редовима Ал Аина након чега се вратио у Индепедиенте Медељин, одакле је након једне полусезоне прешао у аргентински Сан Лоренцо где је остао до 2006. године. Сезону 2007. је провео у редовима парагвајске Олимпије из Асунсиона. После одличне сезоне у којој је био други стрелац тима са 9 постигнутих голова, потписао је за Црвену звезду са којом је дебитовао у европском фудбалу. Напустивши Звезду, прешао је у редове бразилског Сантоса, а касније је каријеру наставио у Јужној Кореји.
Био је репрезентативац Колумбије са којом је освојио Копа Америке 2001.